# تحقق من تنظيف
التحقق من التنظيف هي منهجية مستخدمة للتأكد من أن عملية التنظيف أزالت بقايا المكونات الصيدلانية الفعالة للمنتج المصنع في إحدى المعدات، وتستخدم وسائل التنظيف في عملية التنظيف والخصائص الميكروبية. وتُزال كافة المخلفات إلى مستويات محددة سلفًا لضمان عدم المساس بجودة المنتج التالي المصنع من نفايات المنتج السابق.